# Benjamin Harvey Hill

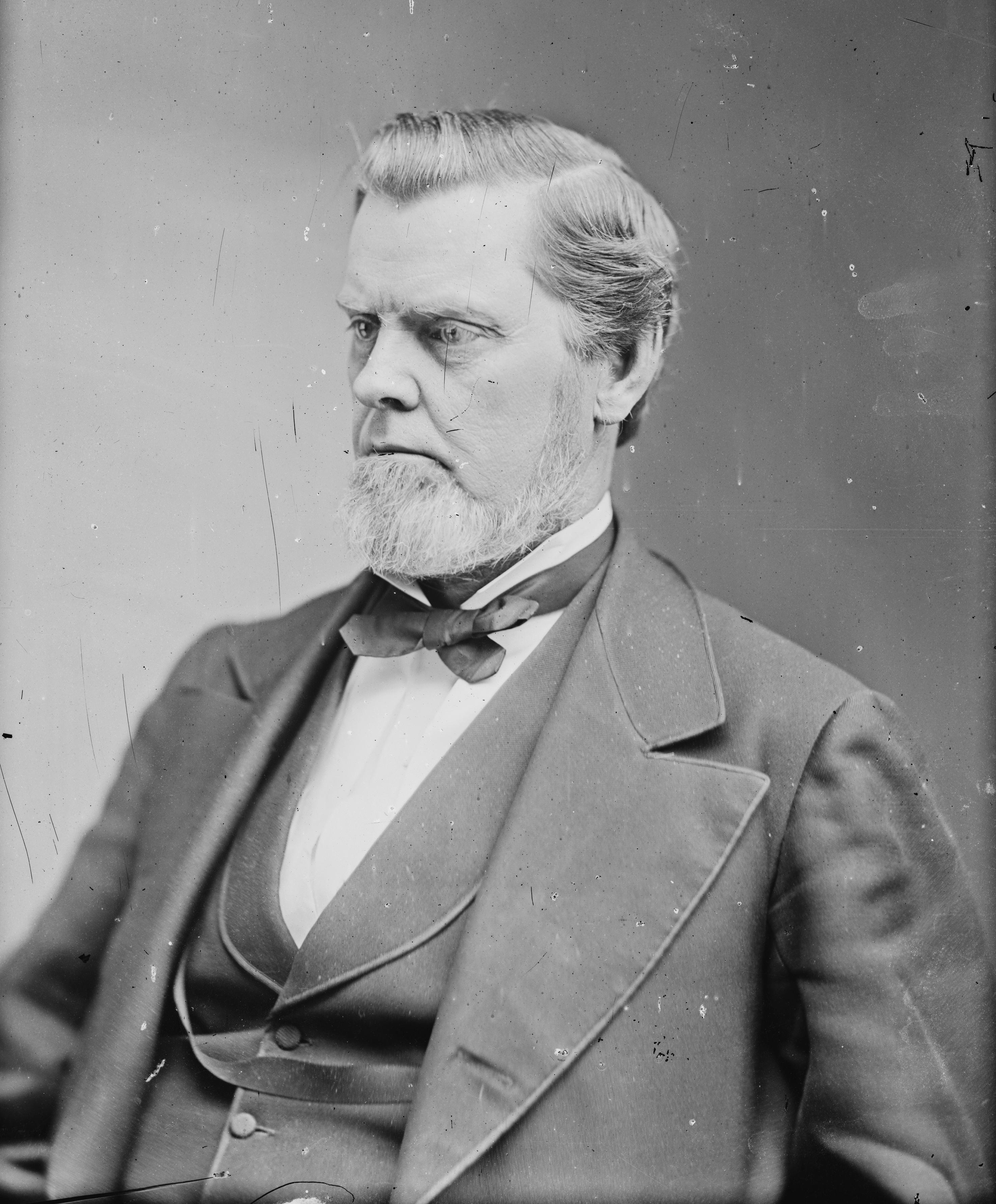
Benjamin Harvey Hill

Benjamin Harvey Hill (* 14. September 1823 in Hillsborough, Jasper County, Georgia; † 16. August 1882 in Atlanta, Georgia) war ein US-amerikanischer Politiker, Kongressabgeordneter, sowie US-Senator von Georgia. Er war auch Mitglied der Demokratischen Partei.

## Werdegang
Benjamin Harvey Hill, ein Cousin von Hugh Lawson White Hill, wurde am 14. September 1823 in Hillsborough, Jasper County, Georgia geboren. Er studierte Jura an der University of Georgia in Athens, graduierte 1844 und bekam seine Zulassung als Anwalt im selben Jahr. Anschließend begann er in LaGrange, Troup County, Georgia zu praktizieren.
Hill beschloss 1851 eine politische Laufbahn einzuschlagen, indem er in das Abgeordnetenhaus von Georgia gewählt wurde. Danach war er zwischen 1859 und 1860 in Georgias Senat tätig. Bis zu dem Zeitpunkt, als Georgia die Sezessionsverfügung annahm, war er Gegner der Disunion. Danach war er 1861 ein Deputierter im provisorischen Konföderiertenkongress und später auch von 1861 bis 1865 Senator der Konföderiertenstaaten. Er wurde zum Ende des Amerikanischen Bürgerkriegs verhaftet und letztendlich auf Ehrenwort entlassen (engl. paroled).
Nach dem Krieg nahm er seine Tätigkeit als Anwalt wieder auf. Später wurde er als Demokrat in den vierundvierzigsten Kongress der Vereinigten Staaten gewählt, um die freie Stelle zu besetzen, die durch den Tod des Abgeordneten Garnett McMillan entstand. Hill wurde in den nachfolgenden US-Kongress wiedergewählt und war dort vom 5. Mai 1875 bis zu seinem Rücktritt am 3. März 1877 tätig. Der Hintergrund seines Rücktritts war, dass er als Demokrat in den US-Senat gewählt wurde, wo er vom 4. März 1877 bis zu seinem Tod am 16. August 1882 in Atlanta, Georgia tätig war. Er wurde auf dem Oakland Cemetery beigesetzt. In seiner Zeit als US-Senator war er Vorsitzender des Committee to Audit and Control the Contingent Expense (46. Kongress).
Nach ihm ist Ben Hill County in Georgia benannt.

## Biographien
American National Biography; Dictionary of American Biography; Hill, Benjamin Harvey, Jr. Senator Benjamin Hill of Georgia, His Life, Speeches and Writings. Atlanta: H.C. Hudgkins and Co., 1891; Pearce, Haywood. Benjamin H. Hill, Secession and Reconstruction. Chicago: University of Chicago Press, 1928.